# Москалюк Микола Миколайович
Микола Миколайович Москалюк (нар. 8 грудня 1978, Окопи, УРСР) — український історик, доктор історичних наук (2011), професор (2014).

## Життєпис
Микола Москалюк народився 8 грудня 1978 року у селі Окопах, нині Мельнице-Подільської громади Чортківського району Тернопільської области України.
Закінчив історичний факультет Тернопільського державного педагогічного університету імені Володимира Гнатюка (2001), аспірантуру Тернопільського державного технічного університету імені Івана Пулюя (2004). Працював асистентом (2002—2004) катедри маркетингу на виробництві Тернопільського державного технічного університету імені Івана Пулюя; асистентом (2004—2009), доцентом (2009—2012) катедри філософії та економічної теорії, від 2012 — на катедрі історії України: професор (від 2014), від 2010 — керівник Центру забезпечення якості освіти Тернопільського національного педагогічного університету імені Володимира Гнатюка.

### Наукова діяльність
Захистив кандидатську (2005) та докторську (2011) дисертації.

## Доробок
Автор наукових і навчально-методичних праць, монографії, навчально-методичних посібники (один 1 з грифом МОН України).